# Felipe Olivares
Felipe Marrana Olivares Rojas (5 febbraio 1910 – ...) è stato un calciatore messicano, di ruolo attaccante.

## Carriera
In carriera, Olivares giocò per la squadra messicana dell'Atlante.
Con la Nazionale messicana, Olivares disputò il Campionato mondiale di calcio 1930 giocando una sola partita.